# Wrangler (företag)
Wrangler, grundat 1947, är ett företag som främst tillverkar jeansplagg. Sägs vara det första företag som tillverkade svarta jeans. Har en utpräglad westernimage och är huvudsponsor för Professional Rodeo Cowboys Association’s (PRCA) tävling National Finals Rodeo (NFR).